# Portada/article juliol 1

## Escòcia
Escòcia (en scots i anglès, Scotland; en gaèlic escocès, Alba) és el més septentrional dels quatre països constituents del Regne Unit. Juntament amb Anglaterra i Gal·les, forma part de l'illa de la Gran Bretanya. Ocupa un terç de la seva superfície total i és format per més de 790 illes. Limita al nord i oest amb l'oceà Atlàntic; a l'est amb el mar del Nord, al sud amb Anglaterra i al sud-oest amb el Canal del Nord i el mar d'Irlanda. El territori escocès abraça 78.772 km², i la seva població s'estima en 5.116.900 habitants, d'on resulta una densitat de població de 65 habitants per km². La capital n'és Edimburg, i és un dels grans centres financers europeus. La ciutat més gran és Glasgow, l'àrea metropolitana de la qual agrupa un 20% del total de la població escocesa.